# 멜러니 이글레시아스
멜러니 이글레시아스(Melanie Iglesias, 1987년 6월 18일 ~ )는 미국의 모델, 배우이다.